# Referendo de independência do Curdistão iraquiano em 2017

Localização do Curdistão iraquiano.

Um referendo de independência para o Curdistão iraquiano ocorreu em 25 de setembro de 2017, com resultados preliminares mostrando a grande maioria dos votos, aproximadamente 93%, a favor da independência da região. O governo regional semi-autônomo do Curdistão (KRG) afirmou que o referendo seria vinculativo, mas desencadearia o início das negociações entre os curdos e o governo iraquiano, em vez de uma declaração de independência imediata. A legalidade do referendo, no entanto, foi rejeitada pelo governo federal iraquiano.

## Histórico
Inicialmente, foi planejado para 2014 em meio a controvérsias e disputa entre os governos regional e federal. Os pedidos de independência curda acontecem há anos, sendo que um referendo não oficial foi realizado em 2005 e o resultado foi de 98% de votos a favor da independência. Essas reivindicações nacionalistas ganharam impulso após a ofensiva do Estado Islâmico do Iraque e do Levante no norte do país durante a Guerra Civil Iraquiana, em que as forças controladas por Bagdá abandonaram algumas áreas, que foram então tomadas pelos Peshmerga e passaram a ser controladas de facto pelos curdos.
O referendo foi anunciado e atrasado em várias ocasiões, já que as forças curdas cooperaram com o governo central iraquiano para a libertação de Mosul. Em 7 de junho de 2017, o presidente curdo Masoud Barzani realizou uma reunião com o Partido Democrático do Curdistão (KDP), a União Patriótica do Curdistão (PUK) e outros partidos no poder, quando o referendo da independência foi confirmado para 25 de setembro de 2017.